# River Ayr
Der River Ayr, schottisch-gälisch: Uisge Àir, ist ein Fluss in den schottischen Council Areas East Ayrshire und South Ayrshire.

## Beschreibung
Der Ayr entsteht als Abfluss aus dem auf 252 Metern über Meereshöhe gelegenen Glenbuck Loch. Dieser ist ein Stausee, der 1802 aufgestaut wurde, um eine konstante Wasserversorgung der Mühlen entlang des Flusses zu gewährleisten. Der Ayr fließt nahe der Ostgrenze von East Ayrshire, die Grenze zu South Lanarkshire verläuft durch den Glenbuck Loch, von der Westseite des Sees ab. Er fließt in vornehmlich westlicher Richtung, um nach 65 Kilometern in Ayr in den unteren Firth of Clyde zu münden. Sein Einzugsgebiet umfasst 574 Quadratkilometer.
Nach wenigen Kilometern erreicht der Ayr die moorigen Muirkirk Uplands, eine Site of Special Scientific Interest um die Ortschaft Muirkirk. Flussabwärts mündet von rechts das Greenock Water ein. Weiter westlich durchfließt er das Moor Aird’s Moss, dessen nördliche Grenze er bildet. Jenseits der Ortschaften Sorn und Catrine mündet von links mit dem Lugar Water einer der Hauptzuflüsse ein. Der Ayr passiert die Weiler Stair und Annbank bevor von links mit dem Water of Coyle ein weiterer Hauptzufluss einmündet. Schließlich erreicht er die Stadt Ayr und mündet als Teil der Anlagen des Ayr Harbour in den Firth of Clyde.

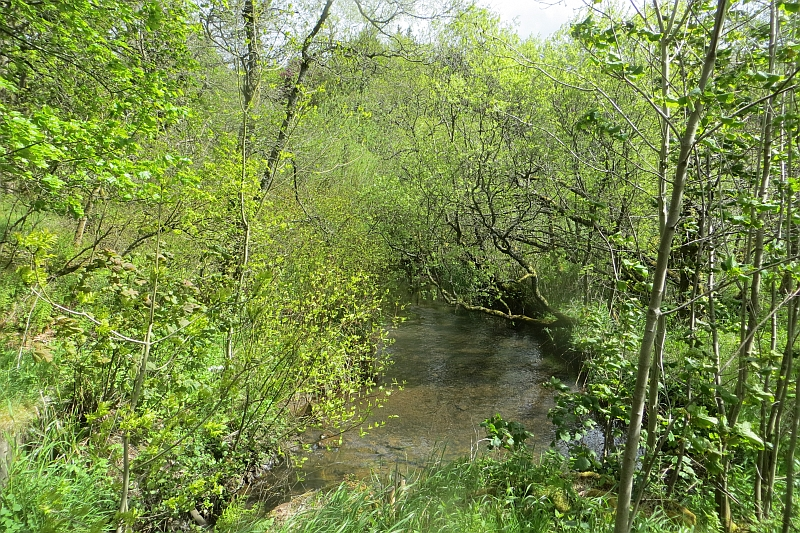
Der Ayr ein kurzes Stück unterhalb des Abflusses aus Glenbuck Loch
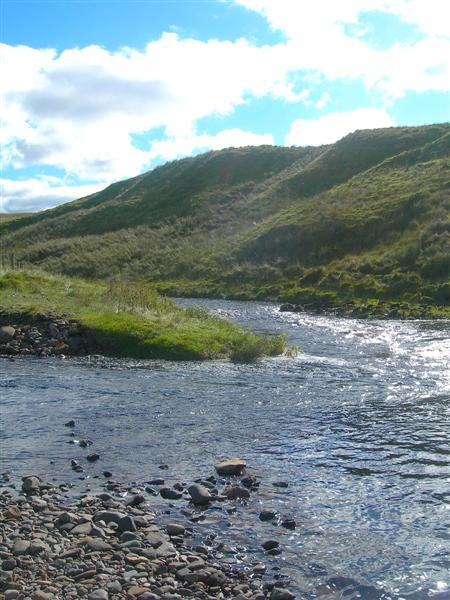
Mündung des Greenock Water (im Bild von links) in den Ayr
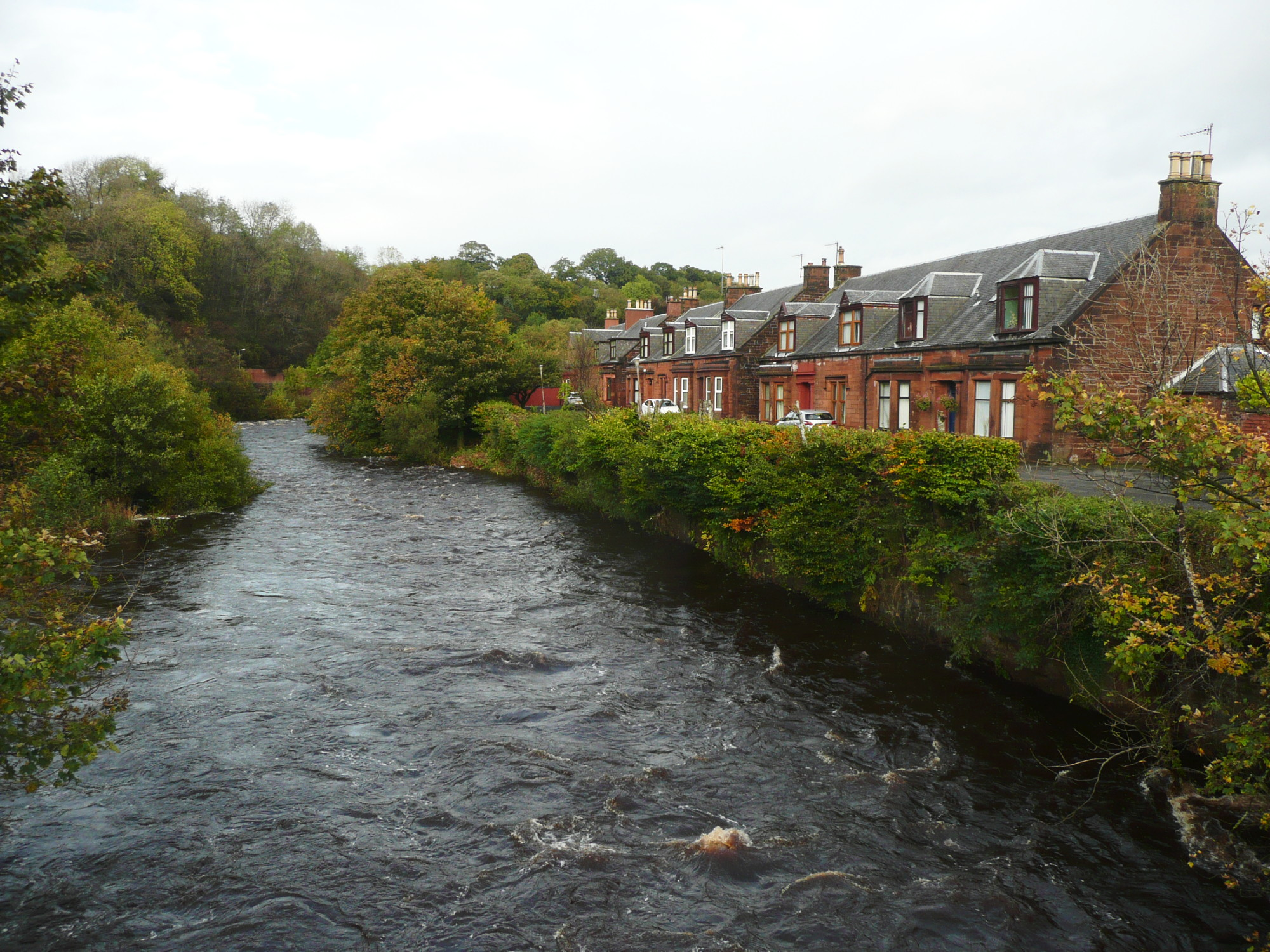
Der Ayr in Catrine

## Umgebung
Auf seiner gesamten Länge verläuft der Fernwanderweg River Ayr Way dem Lauf des Flusses. Im September jeden Jahres ist er Schauplatz eines Ultramarathons, der vom Glenbuck Loch abwärts bis Ayr veranstaltet wird. Unterhalb von Muirkirk befindet sich mit dem Old Foundry Holm eine frühe, heute als Ruine vorliegende Eisenhütte am Ayr, die vermutlich auf Betreiben des Earl of Cathcart im Jahre 1732 eingerichtet wurde. In Sorn liegt das Herrenhaus Sorn Castle am rechten Ufer. Zur Versorgung des Mühlenwerks in Catrine wurde ein Mühlkanal abgezweigt, der heute als Scheduled Monument geschützt ist. Jenseits der Ortschaft liegt die Ruine von Kingencleugh Castle oberhalb des Flusses. In der Nähe erstreckt sich das Herrenhaus Old Barskimming mit seinen Außengebäuden zu beiden Seiten des Flusses. In Stair befindet sich das aus dem 17. Jahrhundert stammende Herrenhaus Stair House am linken Ufer. Bei Auchincruive steht Auchincruive House. Im 14. Jahrhundert gehörte das Anwesen dem Clan Wallace. In Ayr steht am rechten Ufer das brutalistische Dam Park Stadium, das der Ayr Rugby Club nutzt.

## Verkehr
Die A70 (Edinburgh–Ayr) überspannt den Ayr direkt unterhalb des Abflusses aus den Glenbuck Loch. Sie folgt dessen Lauf bis jenseits von Muirkirk, wo sie ihn abermals quert und fortan weiter südlich verläuft. Die von der A70 abzweigende B743 folgt dem Lauf des Ayr mehrfach abschnittsweise. In Sorn queren mit der Sorn Old Bridge und der Sorn New Bridge die ersten denkmalgeschützten Bogenbrücken den Fluss. In Catrine quert die B705. Jenseits der Ortschaft quert seit 1962 die A76 (Dumfries–Kilmarnock) den Ayr auf der Ballochmyle Bridge. Sie ersetzte die nahegelegene Howford Bridge. Der Ballochmyle Viaduct wurde 1848 für die Glasgow, Paisley, Kilmarnock and Ayr Railway fertiggestellt. Während die Barskimming Old Bridge im frühen 18. Jahrhundert errichtet wurde, entstand die Barskimming New Bridge im späten 18. Jahrhundert. In Stair quert sie B730 auf der Stair Bridge. Die Tam O’Shanter And Water Of Ayr Bridge ist eine um 1900 eingerichtete Hängebrücke für Fußgänger. Bei Annbank quert mit dem Enterkine Viaduct eine weitere Eisenbahnbrücke. Es folgen die Brücken der B742 und B744. Die Oswald’s Bridge gehörte zu Auchincruive House und führt eine untergeordnete Straße über den Ayr. Bei Ayr quert die A77 (Glasgow–Portpatrick). Es folgen die Brücken der A79 (Ayr–Monkton) und die Ayr Railway Bridge. Vor der Mündung folgen noch die Fußgängerbrücke Turner’s Bridge, die Old Bridge of Ayr und die New Bridge of Ayr (A719) sind denkmalgeschützt.

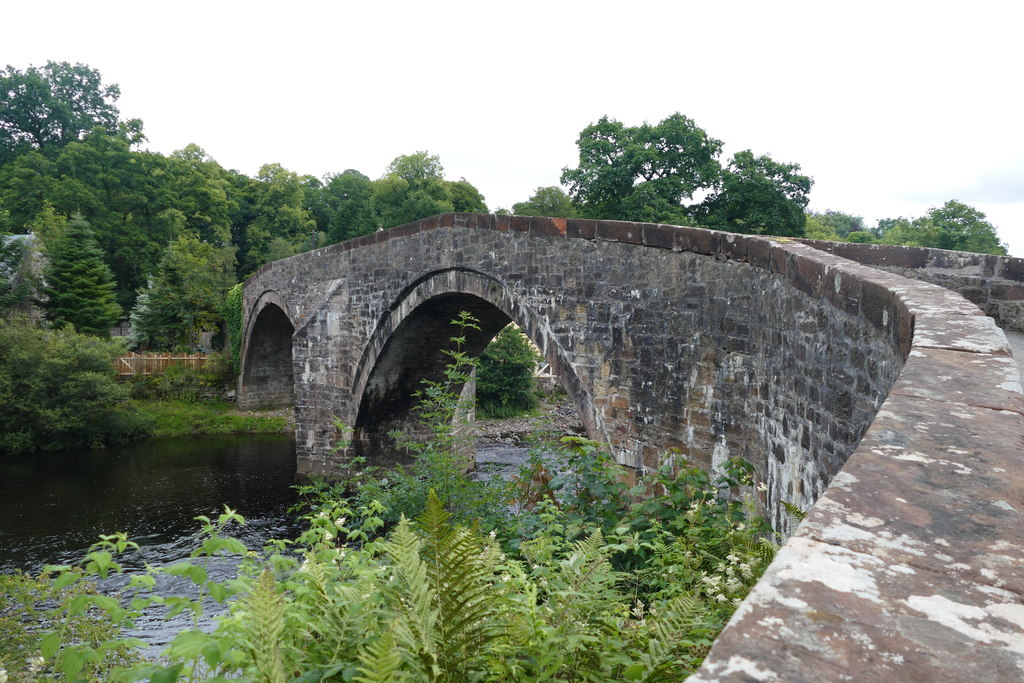
Sorn Old Bridge
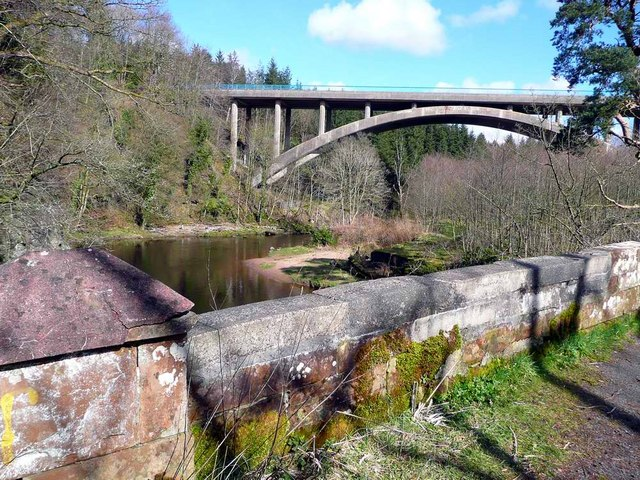
Ballochmyle Bridge (A76) von der Howford Bridge gesehen
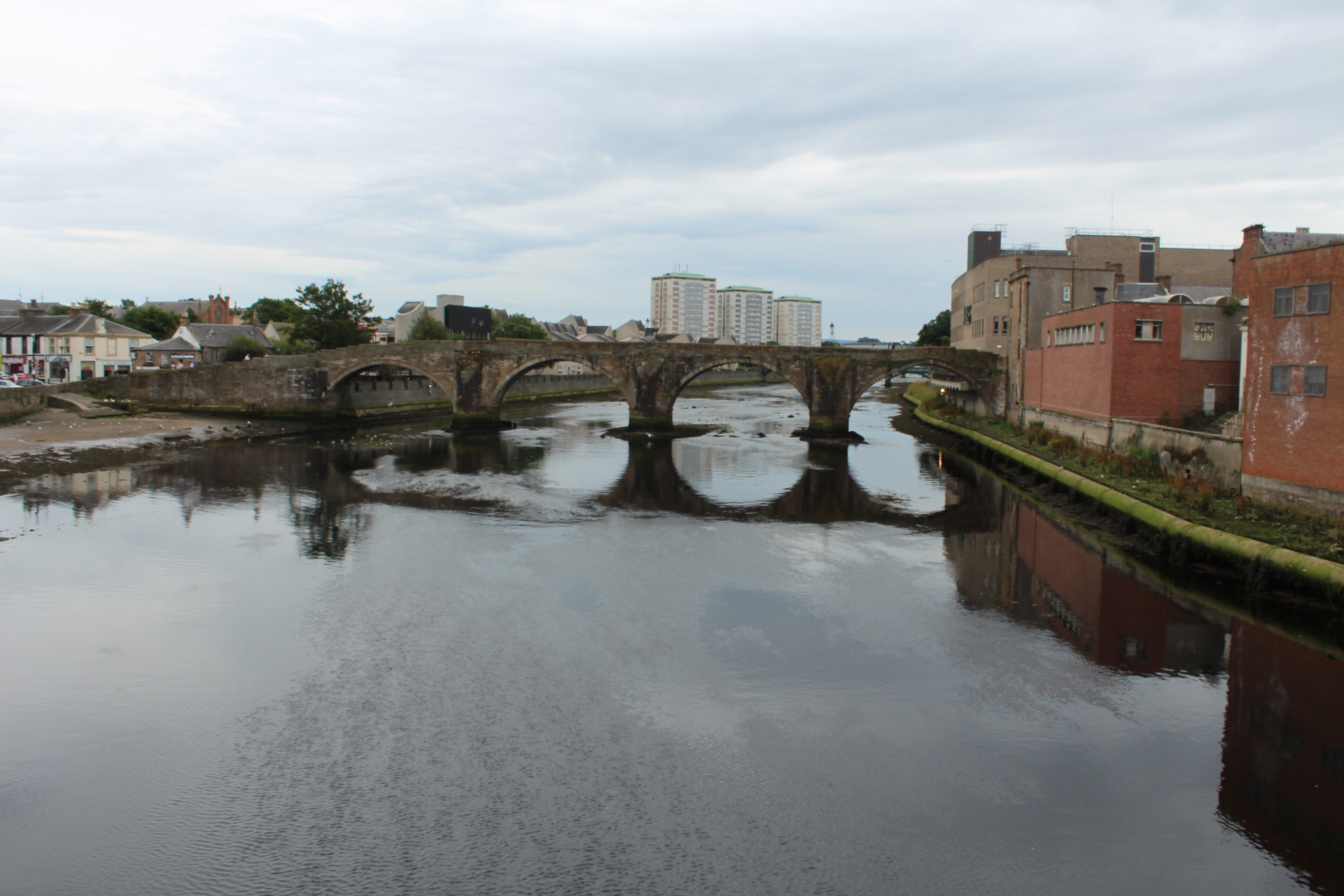
Old Bridge of Ayr